# カナダ長老派教会
カナダ長老派教会（カナダちょうろうはきょうかい、英:Presbyterian Church in Canada）は、1875年からカナダでこの名前をつかって活動してきた、長老制と改革派神学をもつプロテスタント系キリスト教会の名称である。ただし、この名称の権利についてはカナダ合同教会によって1925年から1939年まで異議が唱えられていた。
2001年のカナダ国勢調査によると、40万9830人のカナダ人が自分を長老派信徒であると考えている。この数は人口の1.4%にあたる。
カナダ長老派教会のルーツは、スコットランド系移民とフランスのユグノー、それから16世紀後半から17世紀前半にかけて成立した最初の長老派教会にまでさかのぼることができる。長老派教会はジャン・カルヴァンやジョン・ノックスらヨーロッパの宗教改革神学者たちによってできたものである。
かつては英語圏カナダにおいて最大の教派であったが、1925年に信徒の約70%がメソジスト教会、会衆派教会とともにカナダ合同教会に参加している。「存続長老派(Continuing Presbyterians)」や「不同意長老派(Non-concurring Presbyterians)」などの用語は当時この合同に参加しなかったひとたちによって使用されたものである。これは1939年に「カナダ長老派教会」を名乗る法的な権利が認められるまで続いた。カナダ最高裁判所の判決によれば、制度としてのカナダ長老派教会の身分はメソジスト教会と法的に合併したが、これによってできた合同教会は実際のところこの名称を明け渡しており、不同意長老派が利用してもかまわないのである。この決定は総督のトゥイーズミュア卿や首相のマッケンジー・キングらから支持された点でも長所があった。